# Uchōten kazoku
Uchōten kazoku (jap. 有頂天家族) – powieść autorstwa Tomihiko Morimiego, opublikowana w 2007 roku nakładem wydawnictwa Gentōsha. Jej sequel ukazał się w 2015 roku. Na podstawie powieści studio P.A. Works wyprodukowało serial anime, który emitowano między lipcem a wrześniem 2013. Drugi sezon był emitowany od kwietnia do czerwca 2017.

## Fabuła
Akcja rozgrywa się we współczesnym Kioto, gdzie obok ludzi żyją tanuki oraz tengu. Tanuki posiadają zdolność przemiany w cokolwiek zechcą: ludzi, zwierzęta, czy też przedmioty nieożywione, tengu potrafią zaś latać. Historia opowiada o tanukim Yasaburō Shimogamo i jego rodzinie. Yasaburō cieszy się pełnią życia i często odwiedza swojego nauczyciela, Akadamę, który jest tengu. Dzięki niemu, Yasaburō poznaje Benten, ludzką kobietę, którą Akadama nauczył latać jak tengu. W miarę rozwoju fabuły, rodzina Shimogamo odkrywa niejasną przeszłość związaną z przedwczesną śmiercią ich ojca. Co więcej, Benten należy do Klubu Piątkowego, którego członkowie na koniec roku zawsze jedzą tanuki. W związku z tym, rodzina Shimogamo musi balansować między beztroskim życiem, utrzymywaniem relacji z innymi rodzinami tanuki, a także starać się nie zagościć na świątecznym stole Klubu Piątkowego.

## Bohaterowie

### Rodzina Shimogamo
- Yasaburō Shimogamo (jap. 下鴨 矢三郎 Shimogamo Yasaburō)

Seiyū: Takahiro Sakurai 
- Yaichirō Shimogamo (jap. 下鴨 矢一郎 Shimogamo Yaichirō)

Seiyū: Jun’ichi Suwabe 
- Yajirō Shimogamo (jap. 下鴨 矢二郎 Shimogamo Yajirō)

Seiyū: Hiroyuki Yoshino 
- Yashirō Shimogamo (jap. 下鴨 矢四郎 Shimogamo Yashirō)

Seiyū: Mai Nakahara 
- Tōsen Shimogamo (jap. 下鴨 桃仙 Shimogamo Tōsen)

Seiyū: Kikuko Inoue 
- Sōichirō Shimogamo (jap. 下鴨 総一郎 Shimogamo Sōichirō)

Seiyū: Bon Ishihara 

### Rodzina Ebisugawa
- Sōun Ebisugawa (jap. 夷川 早雲 Ebisugawa Sōun)

Seiyū: Nobuo Tobita 
- Kinkaku (jap. 金閣)

Seiyū: Shūya Nishiji 
- Ginkaku (jap. 銀閣)

Seiyū: Kōsuke Hatakeyama 
- Kaisei Ebisugawa (jap. 夷川 海星 Ebisugawa Kaisei)

Seiyū: Ayane Sakura 
- Kureichirō Ebisugawa (jap. 夷川 呉一郎 Ebisugawa Kureichirō)

Seiyū: Yuichi Nakamura 

### Inni
- Kureichirō Ebisugawa (jap. 夷川 呉一郎 Ebisugawa Kureichirō)

Seiyū: Mamiko Noto 
- Profesor Akadama (jap. 赤玉先生 Akadama-sensei)

Seiyū: Hideyuki Umezu 
- Nidaime (jap. 二代目)

Seiyū: Junji Majima 
- Tenmaya (jap. 天満屋)

Seiyū: Bin Shimada 
- Gyokuran Nanzenji (jap. 南褝寺 玉瀾 Nanzenji Gyokuran)

Seiyū: Yōko Hikasa 
- Shōjirō Nanzenji (jap. 南褝寺 正二郎 Nanzenji Shōjirō)

Seiyū: Hirofumi Nojima 

## Powieść
Powieść autorstwa Tomihiko Morimiego została wydana 25 września 2007 nakładem wydawnictwa Gentōsha. Jej sequel, zatytułowany Uchōten kazoku: Nidaime no kichō (jap. 有頂天家族 二代目の帰朝), ukazał się 26 lutego 2015.

## Manga
Na podstawie pierwszego tomu powieści powstała manga zilustrowana przez Yu Okadę. Jej rozdziały ukazywały się w magazynie „Comic Birz” od 30 kwietnia 2013 do 29 maja 2015. Seria została zebrana w 4 tankōbonach, wydanych między 24 września 2013 a 24 czerwca 2015.
| Nr | Data wydania (język japoński) | ISBN (język japoński)  |
| -- | ----------------------------- | ---------------------- |
| 1  | 24 września 2013              | ISBN 978-4-344-82913-8 |
| 2  | 24 marca 2014                 | ISBN 978-4-344-83068-4 |
| 3  | 21 listopada 2014             | ISBN 978-4-344-83258-9 |
| 4  | 24 czerwca 2015               | ISBN 978-4-344-83456-9 |

## Anime
13-odcinkowy telewizyjny serial anime na podstawie powieści był emitowany od 7 lipca do 29 września 2013 w stacjach Tokyo MX, KBS, SUN, BS11, Kids Station i KNB. Seria została wyprodukowana przez studio P.A. Works i wyreżyserowana przez Masayukiego Yoshiharę. Scenariusz napisał Shōtarō Suga, postacie zaprojektował Kōji Kumeta, muzykę zaś skomponował Yoshiaki Fujisawa.
Drugi sezon, został zapowiedziany 28 września 2016. Był emitowany od 9 kwietnia do 25 czerwca 2017 w stacjach Tokyo MX, KBS i KNB.

### Ścieżka dźwiękowa
| Nr             | Tytuł                                               | Wykonawcy | Źródło   |
| Czołówka       | Czołówka                                            | Czołówka  | Czołówka |
| -------------- | --------------------------------------------------- | --------- | -------- |
| 1              | „Uchōten jinsei” (jap. 有頂天人生)                  | Milktub   | [ 15 ]   |
| 2              | „Natsugamama, sawagumama” (jap. 成るがまま騒ぐまま) | Milktub   | [ 19 ]   |
| Napisy końcowe |                                                     |           |          |
| 1              | „Qué será, será” (jap. ケセラセラ Keserasera)       | Fhána     | [ 15 ]   |
| 2              | „Moon River” (jap. ムーンリバー Mūn ribā)           | Fhána     | [ 19 ]   |